# 4358 Lynn
Lynn (asteróide 4358) é um asteróide da cintura principal, a 2,1639815 UA. Possui uma excentricidade de 0,1703288 e um período orbital de 1 538,54 dias (4,21 anos).
Lynn tem uma velocidade orbital média de 18,44246587 km/s e uma inclinação de 13,08417º.
Este asteróide foi descoberto em 5 de Outubro de 1909 por Philip Cowell.